# Grammomys ibeanus
Grammomys ibeanus là một loài động vật có vú trong họ Chuột, bộ Gặm nhấm. Loài này được Osgood mô tả năm 1910.